# اوغول‌بیگ
اوغول‌بیگ، روستایی از توابع بخش مرکزی شهرستان تکاب در استان آذربایجان غربی ایران است. مسجد تاریخی اوغول‌بیگ مهم‌ترین اثر تاریخی این روستا می‌باشد که قدمت آن بیش از مسجد جامع تکاب است. چشمه آب سرد اوغول‌بیگ و یخچال تاریخی الغ بیک نیز از دیگر آثار مهم این روستا هستند. روستای تاریخی اوغول‌بیگ در ۳ کیلومتری شمال شرقی شهر تکاب قرار دارد.

## جمعیت
این روستا در دهستان افشار قرار دارد و بر اساس سرشماری مرکز آمار ایران در سال ۱۳۹۵، جمعیت این روستا برابر با ۹۳۰ نفر (۳۰۹ خانوار) بوده‌است. 

## زبان و قومیت
مردم روستای اوغول‌بیگ آذربایجانی و از ایل افشار هستند و به زبان ترکی آذربایجانی با لهجه تکاب افشار سخن می‌گویند. مذهب اهالی شیعه و اکثریت را پاسداران تشکیل می‌دهند.